# Barthélemy Imbert
Barthélemy Imbert, född den 16 mars 1747 i Nîmes, död den 23 augusti 1790 i Paris, var en fransk författare.
Imbert gjorde vid sitt första framträdande stor lycka med poemet Jugement de Paris (1772) och med sina Fables nouvelles (1773). Mindre uppmärksamhet vann hans senare arbeten, bland vilka märks Réveries philosophiques (1778), ur vilken Kexél 1778 till svenska översatte en kvick och skabrös berättelse "Zamaleski" (1781), som han utgav för original, och komedin Le jaloux sans amour (1781; "Den otrogne svartsjuke", 1801), som en tid bortåt höll sig uppe på den franska skådebanan. Imbert översattes rätt flitigt under slutet av 1700-talet; om "Kärlekens villfarelser" (1781), en av Didrik Gabriel Björn gjord tolkning av Imberts Les égarements de Vamour (1776), uppstod till och med en längre polemik, vari Kellgren torde ha deltagit. Imberts Oeuvres poétiques utgavs 1777, Oeuvres diverses 1782 och Oeuvres choisies 1797.